# Різанина в Госпичі
Різанина в Госпичі (сербохорв. Masakr u Gospiću) — епізод хорватської війни, що стався 16 — 18 жовтня 1991 в місті Госпичі, в ході якого хорватські ополченці здійснили військові злочини проти сербського населення міста. За даними сербської сторони в ході етнічної чистки в Госпичі були вбиті 100–170 сербських мирних жителів. Хорватська сторона визнала вбивство лише 23 сербських цивільних осіб.

## Історія
6 жовтня члени госпичського відділення Хорватських оборонних сил на чолі з Тихомиром Орешковічем склали список сербів, яких необхідно було знищити. Хорватські сили планували різанину сербського населення в помсту за вбивство сербами 30 хорватів і руйнування католицької церкви в сусідньому селі. Операцією з захоплення і знищення сербських громадських діячів Госпича керував глава місцевого відділення МВС Хорватії Мірко Норац.
У період з 16 жовтня по 18 жовтня 1991 року хорватські ополченці заарештували близько 150 сербів і відвезли заарештованих у невідомому напрямку, серед захоплених були 48 жінок. Пізніше хорватами були повернуті 26 обвуглених тіл, серед яких було 9 жінок. Доля інших захоплених осіб залишилася невідомою.
Один з учасників етнічної чистки Мирослав Байрамович пізніше зізнався:
|  | «Таким чином ми вбили директора поштового відділення й лікарні, власників ресторанів, і інших сербів. Вбивства були здійснені пострілами в упор, тому що у нас було мало часу. » |

## Винні
Відповідальними за вбивства в Госпичі були визнані командувач хорватськими військами в Госпичі Мірко Норац, а також учасники різанини Тихомир Орешковіч, Степан Грандіч, Івіца Рожіч і Мілан Чаніч. В ході судових розглядів Рожіч і Чаніч були повністю виправдані. Орешковіч був засуджений до 15 років позбавлення волі, а Грандіч до 12 років в'язниці.
В 2003 р. Міжнародний трибунал щодо колишньої Югославії передав справу Мірко Нораца до суду Хорватії, який засудив генерала до 19 років ув'язнення за скоєні військові злочини в Госпичі і під час проведення операції «Медакська кишеня» в 1993 . У ході судового розгляду було доведено, що в ході різанини Норац особисто вбив одну жінку.
Також хорватський суд визнав, що в ході подій в Госпичі загинуло 50 осіб, 23 з яких були етнічними сербами. Сербська сторона заявляє про 150–170 убитих і зниклих безвісти сербів.